# Carlos Alberto Souza dos Santos
Carlos Alberto Souza dos Santos (nacido el 9 de diciembre de 1960) es un exfutbolista brasileño que se desempeñaba como centrocampista.

## Trayectoria

### Clubes
| Club            | País   | Año         |
| --------------- | ------ | ----------- |
| Goiás           | Brasil | 1981 - 1986 |
| Novorizontino   | Brasil | 1987        |
| Botafogo        | Brasil | 1987 - 1992 |
| Kashima Antlers | Japón  | 1992 - 1995 |
| Shimizu S-Pulse | Japón  | 1995 - 2000 |
| Vissel Kobe     | Japón  | 2001        |
| Thespa Kusatsu  | Japón  | 2003        |

## Estadística de carrera

### J. League
| Club            | Año   | J. League | J. League | Copa J. League | Copa J. League | Total | Total |
| Club            | Año   | Part.     | Goles     | Part.          | Goles          | Part. | Goles |
| --------------- | ----- | --------- | --------- | -------------- | -------------- | ----- | ----- |
| Kashima Antlers | 1992  | -         | -         | 10             | 3              | 10    | 3     |
| Kashima Antlers | 1993  | 32        | 8         | 6              | 0              | 38    | 8     |
| Kashima Antlers | 1994  | 22        | 4         | 1              | 1              | 23    | 5     |
| Kashima Antlers | 1995  | 25        | 5         | -              | -              | 25    | 5     |
| Shimizu S-Pulse | 1995  | 18        | 3         | -              | -              | 18    | 3     |
| Shimizu S-Pulse | 1996  | 27        | 1         | 15             | 1              | 42    | 2     |
| Shimizu S-Pulse | 1997  | 31        | 3         | 6              | 0              | 37    | 3     |
| Shimizu S-Pulse | 1998  | 30        | 4         | 5              | 1              | 35    | 5     |
| Shimizu S-Pulse | 1999  | 27        | 1         | 4              | 0              | 31    | 1     |
| Shimizu S-Pulse | 2000  | 27        | 4         | 5              | 4              | 32    | 8     |
| Vissel Kobe     | 2001  | 26        | 0         | 3              | 0              | 29    | 0     |
| Total           | Total | 265       | 33        | 55             | 10             | 320   | 43    |